# Footwork FA16
Footwork FA16 – samochód Formuły 1, zaprojektowany przez Alana Jenkinsa dla zespołu Footwork na sezon 1995. Kierowcami byli Gianni Morbidelli i pay-driver Taki Inoue. W połowie sezonu z powodu problemów finansowych Morbidellego zastąpił Max Papis. Jednostkami napędowymi były silniki Hart.
Samochód był początkowo dosyć konkurencyjny, ale zespół nie miał budżetu do testowania i rozwoju. Aż do ostatniego wyścigu sezonu wydawało się, że jedynym punktem dla zespołu będzie punkt za szóste miejsce Morbidellego w Kanadzie. Jednakże w Australii Włoch zdobył swoje pierwsze w karierze podium; wyścig ten ukończyło tylko ośmiu kierowców.
W połowie sezonu Morbidellego zastąpił Papis, który płacił za starty. Był on jednak szybszy niż Inoue, który miał w sezonie dwa niecodzienne zdarzenia. Po kwalifikacjach dp Grand Prix Monako samochód Japończyka był holowany do garażu, gdzie uderzył w niego samochód bezpieczeństwa, na skutek czego bolid przewrócił się; Inouemu nic poważnego się nie stało, ponieważ miał na głowie kask. W wyścigu o Grand Prix Węgier Inoue wycofał się na skutek awarii silnika i poszedł po gaśnicę, ugasić palący się silnik. Wtedy został potrącony przez samochód porządkowych, ale nie odniósł żadnych obrażeń.
W sumie w sezonie zespół zdobył pięć punktów i zajął ósme miejsce w klasyfikacji konstruktorów.

## Wyniki
| Legenda oznaczeń w tabelach wyników Wyświetl szablon na nowej stronie | Legenda oznaczeń w tabelach wyników Wyświetl szablon na nowej stronie                                                                     |
| Oznaczenie                                                            | Wyjaśnienie |
| --------------------------------------------------------------------- | --- |
| Złoty                                                                 | Zwycięzca lub mistrzostwo |
| Srebrny                                                               | 2. miejsce lub wicemistrzostwo |
| Brązowy                                                               | 3. miejsce lub II wicemistrzostwo |
| Zielony                                                               | Ukończył, punktował (w klasyfikacji generalnej, gdy zdobył co najmniej jeden punkt na przestrzeni sezonu, poza trzema powyższymi opcjami) |
| Niebieski                                                             | Ukończył, nie punktował (w klasyfikacji generalnej, gdy nie zdobył co najmniej jednego punktu na przestrzeni sezonu)                      |
| Czerwony                                                              | Nie zakwalifikował się (NZ) |
| Czerwony                                                              | Nie prekwalifikował się (NPK) |
| Różowy                                                                | Nie ukończył (NU) |
| Różowy                                                                | Niesklasyfikowany (NS) (w klasyfikacji generalnej, gdy nie został sklasyfikowany w żadnym wyścigu sezonu)                                 |
| Czarny                                                                | Zdyskwalifikowany (DK) |
| Czarny                                                                | Wykluczony (WYK/EX) |
| Biały                                                                 | Nie wystartował (NW) |
| Biały                                                                 | Kontuzjowany (K/INJ) |
| Biały                                                                 | Wyścig odwołany (OD/C) |
| Bez koloru                                                            | Został wycofany (WYC/WD) |
| Bez koloru                                                            | Nie przybył (NP/DNA) |
| Bez koloru                                                            | Nie brał udziału w treningach (NT/DNP) |
| Bez koloru                                                            | Nie został zgłoszony (–) |
| Pogrubienie                                                           | Start z pole position |
| Kursywa                                                               | Najszybsze okrążenie wyścigu |
| †                                                                     | Nie ukończył, ale jego rezultat został zaliczony ze względu na przejechanie więcej niż 90% dystansu wyścigu.                              |
| *                                                                     | Sezon w trakcie |
| 1/2/3                                                                 | Punktowana pozycja w sprincie kwalifikacyjnym                                                                                             |
| Lista systemów punktacji Formuły 1                                    | |

| Sezon | Zespół   | Silnik | Opony | Kierowcy          | 1   | 2   | 3   | 4   | 5   | 6   | 7   | 8   | 9   | 10  | 11  | 12  | 13  | 14  | 15  | 16  | 17  | Pkt. | Msc. |
| ----- | -------- | ------ | ----- | ----------------- | --- | --- | --- | --- | --- | --- | --- | --- | --- | --- | --- | --- | --- | --- | --- | --- | --- | ---- | ---- |
| 1995  | Footwork | Hart   | G     |                   | BRA | ARG | SMR | ESP | MCO | CND | FRA | GBR | DEU | HUN | BEL | ITA | POR | EUR | PAC | JPN | AUS | 5    | 9    |
| 1995  | Footwork | Hart   | G     | Gianni Morbidelli | NU  | NU  | 13  | 11  | 9   | 6   | 14  |     |     |     |     |     |     |     | NU  | NU  | 3   | 5    | 9    |
| 1995  | Footwork | Hart   | G     | Max Papis         |     |     |     |     |     |     |     | NU  | NW  | NU  | NU  | 7   | NW  | 12  |     |     |     | 5    | 9    |
| 1995  | Footwork | Hart   | G     | Taki Inoue        | NU  | NU  | NU  | NU  | NU  | 9   | NU  | NU  | NU  | NU  | 12  | 8   | 15  | NW  | NU  | 12  | NU  | 5    | 9    |